# Conciliul de la Laodicea
Conciliul de la Laodicea a fost un conciliu al aproximativ 30 de clerici din Anatolia, având loc în jurul anului 363.

## Preocupări Majore
Principalele preocupări ale Conciliului erau legate de regularizarea conduitei membrilor bisericii. Conciliul a înregistrat canoanele sale prin intermediul unor norme scrise, au fost citate de sinoade și alte consilii manuscrisele principale supraviețuit. Printre cele șaizeci de canoanele decretate, obiectivele principale au fost:
- Menținerea ordinii printre episcopi, clerici și laici (canoanele 3–5, 11–13, 21–27, 40–44, 56–57)
- Impunerea comportamentului modest al clericilor și laicilor (4, 27, 30, 36, 53–55)
- Regularizarea abordării cu ereticii (canoanele 6–10, 31–34, 37), iudei (canoanele 16, 37–38) și păgâni (canonul 39)
- Scoaterea în afara legii a păzirii Sabatului evreiesc (sâmbăta) și încurajarea odihnei în Ziua Domnului (duminica) (canonul 29)
- Structurarea liturghiilor (canoanele 14–20, 21–23, 25, 28, 58–59)
- Restricțiile pe durata Postului Mare (canoanele 45, 49–52)
- Admiterea și instruirea catehumenilor și neofiților (canoanele 45-48)
- Specificarea canonului biblic (canonul 59), este pusă sub semnul întrebării autenticitatea canonului 60.

## Canonul Bibliei
În canonul 59 se stabilea ca la serviciul divin din Biserică să se citească doar din cărțile canonice din Vechiul Testament și din Noul Testament. În canonul 60 (a cărui autenticitate este dubioasă, deoarece lipsește din diverse manuscrise și ar fi putut fi adăugat ulterior pentru a specifica dispozițiile canonului 59) se dădea o listă cu 26 de cărți ale Noului Testament, aproape identică cu lista canonului de astăzi.
La scurt timp după acest conciliu, Atanasie din Alexandria, în scrisoarea a XXX-a festivă din anul 367, ne dă o listă a cărților canonice, care acoperă întru totul lista canonului de astăzi. Ea este considerată de istorici drept prima mențiune scrisă a celor 27 de cărți care compun azi Noul Testament și numai a lor. Canonul era încă disputat în acea vreme, iar scrisoarea sa nu a rezolvat disputele. Consensul în privința acestui canon s-a format începând cu secolul a V-lea.
Spre deosebire de Atanasie, canonul 60 nu consideră Apocalipsa lui Ioan drept parte a Scripturii. Deoarece persoana autorului era una din considerentele necesare pentru canonizarea cărții, mai mulți Părinți ai Bisericii și acest conciliu au respins autoritatea Apocalipsei, ca nefiind carte apostolică.
În orice caz, canonul Bibliei a fost stabilit în mod oficial abia în secolul a XVI-lea pentru Biserica Catolică și abia în secolul al XVII-lea pentru bisericile ortodoxe.